# Jackson de Figueiredo
Jackson de Figueiredo Martins (Aracaju, 9 de outubro de 1891 — Rio de Janeiro, 4 de novembro de 1928) foi um advogado brasileiro, que atuou intensamente como professor, jornalista, crítico, ensaísta, filósofo e político. Após sua conversão ao catolicismo organizou o movimento católico leigo no Brasil.

## Biografia
Bacharelou-se em Direito na Faculdade Livre de Direito da Bahia. Mudou-se para o Rio de Janeiro, onde exerceu o jornalismo e dedicou-se à política.
Em 1918 converteu-se ao catolicismo. Entre 1921 e 1922, fundou o Centro Dom Vital, sob a linha ultramontanista, com a finalidade de congregar leigos e religiosos no aprofundamento da doutrina católica e a revista A Ordem, para divulgar a doutrina católica. Através do Centro e da revista, combateu o liberalismo e o comunismo.
Em 1921 defendeu a candidatura de Artur Bernardes, considerando-o o candidato da ordem e da religião contra Nilo Peçanha, que identificava como revolucionário e ligado à maçonaria. Colaborou com o governo Bernardes na repressão aos movimentos tenentistas (1922/1924).
Morreu tragicamente afogado, durante uma pescaria na pedra da Joatinga na Barra da Tijuca. Desequilibrou-se, caiu no mar, debateu-se durante alguns minutos e desapareceu, fazendo antes um aceno de adeus ao filho de 8 anos que, do alto, contemplava aterrado a tragédia. O corpo só apareceria dias depois, numa praia de Maricá. O triste episódio inspirou a Carlos Drummond de Andrade uma "Ode a Jackson de Figueiredo".

## Obra publicada
- Bater de Asas, (sonetos) 1908
- Zincaros (versos), 1910
- Xavier Marques, 1913
- Garcia Rosa, 1915
- Algumas Reflexões sobre a Filosofia de Farias Brito, 1916
- Incenso de Oiro, 1917
- Crepúsculo Interior (versos), 1918
- Boa imprensa (critica), 1919
- A Questão Social na Filosofia de Farias Brito, 1919
- Humilhados e Luminosos, 1921
- Do Nacionalismo na Hora Presente, 1921
- Afirmações, 1921
- A Reação do Bom Senso, 1921
- Auta de Sousa, 1922
- Pascal e a Inquietação Moderna, 1924
- Literatura Reacionária, 1924
- A Coluna de Fogo, 1924
- Durval de Morais e os Poetas de Nossa Senhora, 1925
- Aevum, 1932 (post mortem)
- Correspondência, 1946 (post mortem)

Também colaborou com jornais e revistas, como a Gazeta de Notícias e O Jornal.

## Instituto

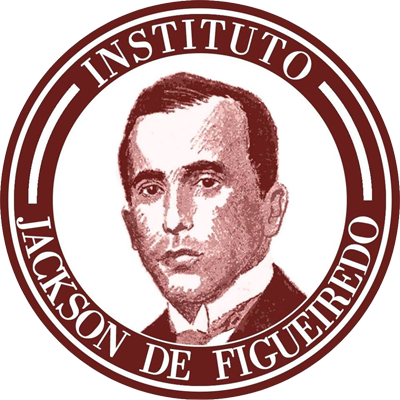
Instituto Jackson de Figueiredo

Criado em 2015, o Instituto Jackson de Figueiredo (IJF) é uma sociedade civil católica, destinada à difusão da Cultura Ocidental e à atuação política em defesa da família, em observância à Doutrina Social da Igreja. Constituído por um grupo de leigos reunidos com o objetivo de ajudar mutuamente seus membros na caminhada de fé, atentando-se especialmente à realidade sociocultural do Brasil, visando a expansão da fé católica e a sanidade da nação.
A atuação passa pelo estudo e difusão da Sã Doutrina da Igreja, apresentando os princípios cristãos de modo adequado a cada público, ou seja, buscando saciar a sede pela verdade com caridade; passa também pelo combate às ideologias revolucionárias e pela tentativa de reverter a grave crise multifacetada que aflige o povo brasileiro, defendendo a moral cristã, a família natural e a Civilização Ocidental e suas conquistas ao bem comum.
O IJF pretende resgatar a memória de Jackson de Figueiredo, tão esquecida em terras sergipanas e brasileiras, e honrar sua militância católica revivendo a atuação em defesa da Fé contra os velhos inimigos da Igreja Católica.